# Międzynarodowa Federacja Szachowa
Międzynarodowa Federacja Szachowa (fr. Fédération Internationale des Échecs, FIDE) – utworzona 20 lipca 1924 roku w Paryżu organizacja międzynarodowa, zrzeszająca narodowe związki szachowe z całego świata, w tym Polski Związek Szachowy. Mottem FIDE jest Gens una sumus (łac. Jesteśmy jedną rodziną). Biuro organizacji znajduje się w Lozannie. Od 2018 na czele FIDE stoi Arkadij Dworkowicz, były wicepremier Federacji Rosyjskiej.
Do głównych zadań FIDE należy: definiowanie i ujednolicanie reguł gry w szachy oraz zasad rozgrywania międzynarodowych zawodów szachowych, obliczanie rankingu szachistów, przyznawanie tytułów (zobacz arcymistrz) szachistom oraz sędziom szachowym. Federacja organizuje najważniejsze zawody szachowe o zasięgu światowym, w tym indywidualne mistrzostwa świata oraz olimpiady szachowe, patronuje lub nadzoruje rozgrywanie niektórych turniejów międzynarodowych z udziałem najsilniejszych szachistów świata. Ogromna większość międzynarodowych zawodów szachowych odbywa się na zasadach określonych przez FIDE. Rozgrywki o zasięgu krajowym są organizowane w oparciu o przepisy narodowych związków szachowych, które z założenia nie mogą być sprzeczne z przepisami FIDE.
FIDE powstała na wniosek sekretarza Francuskiej Federacji Pierre Vincenta, a wśród 15 państw (Anglia, Argentyna, Belgia, Czechosłowacja, Finlandia, Francja, Holandia, Włochy, Jugosławia, Kanada, Węgry, Rumunia, Hiszpania, Szwajcaria), które zakładało FIDE była także Polska (reprezentowana przez Izaaka Towbina).

W 1928 w Hadze FIDE jako pierwsza organizacja sportowa podjęła historyczną decyzję – zrównała prawa amatorów i zawodowców.
Początkowo FIDE była dość słabą organizacją, ponieważ Związek Radziecki z przyczyn politycznych odmówił przystąpienia do federacji. Sytuacja uległa zmianie w 1946 roku, po śmierci ówczesnego mistrza świata Aleksandra Alechina FIDE przystąpiła do organizacji turnieju w celu wyłonienia następcy. Po trudnych negocjacjach radziecki związek szachowy dołączył do federacji, z wieloma zastrzeżeniami dotyczącymi przyszłego kształtu tej organizacji.
W 1948 roku odbył się turniej o mistrzostwo świata, w którym zwyciężył Michaił Botwinnik. Od tego czasu aż do 1993 roku mistrz świata był wyłaniany w oficjalnych meczach organizowanych przez FIDE. Ustalono wielostopniowe eliminacje (turnieje strefowe, międzystrefowe i mecze kandydatów), których zwycięzca uzyskuje prawo gry z mistrzem świata.
Działalność FIDE w zakresie organizacji meczów o tytuł mistrza świata wywoływała wiele kontrowersji. W 1975 Bobby Fischer nie przystąpił do meczu z pretendentem, skutkiem czego Anatolij Karpow został uznany za jego następcę. W 1984 roku prezydent Florencio Campomanes przerwał mecz pomiędzy Karpowem i Garrim Kasparowem bez wyłonienia zwycięzcy. Kontrowersje wzbudzała również działalność następcy Campomanesa, Ilumżynowa, oskarżanego m.in. o niedotrzymywanie obietnic finansowych.
W 1993 narastający konflikt pomiędzy FIDE a ówczesnym mistrzem świata Kasparowem doprowadził do rozłamu. Kasparow i pretendent Nigel Short, wyłoniony w eliminacjach zorganizowanych przez FIDE, założyli nową organizację PCA, pod auspicjami której rozegrali mecz, wygrany przez Kasparowa. Od tego czasu rozgrywki o tytuł mistrza świata organizowane były dwutorowo, przez FIDE oraz organizacje zakładane przez Kasparowa. Dopiero w roku 2006 doszło do zunifikowanego meczu o tytuł mistrza świata, w wyniku którego Władimir Kramnik został oficjalnym mistrzem świata w szachach.
Od 1953 FIDE prowadzi Złotą księgę FIDE, która zawiera m.in. nazwiska zawodników, działaczy, sędziów, którzy odegrali ważną rolę w historii szachów.
FIDE dopuszcza międzynarodowe drużyny niesłyszących (ICSC), niewidomych (IBCA), niepełnosprawnych z dysfunkcją narządu ruchu (IPCA) na prawach państwa, do rozgrywek olimpijskich.
W 1999 FIDE została oficjalnie uznana przez Międzynarodowy Komitet Olimpijski. Dwa lata później federacja przyjęła przepisy antydopingowe MKOl. Istnieją plany włączenia szachów do Igrzysk Olimpijskich.
W 2014 roku, FIDE zrzeszała 181 krajowych federacji (54 federacje z Europy, 51 federacji z Azji, 42 federacje z Afryki, 34 federacje z Ameryki). W 2024 roku zrzesza 203 federacje krajowe. 
Najwyższym organem organizacji jest Kongres, organizowany co roku (z wyjątkiem tzw. Kongresów nadzwyczajnych, które mogą zostać zwołane na wniosek Prezydenta FIDE). W Polsce odbyły się dwa Kongresy, w 1935 w Warszawie oraz w 2011 w Krakowie (82. edycja).
W dniu powstania FIDE – 20 lipca jest obchodzony Międzynarodowy Dzień Szachów.

## Prezydenci FIDE[7]

Alexander Rueb Holandia (1924–1939)
Augusto de Muro
 Argentyna
[1939-1946)
Alexander Rueb Holandia (1946-1949)
Folke Rogard
 Szwecja
(1949–1970)
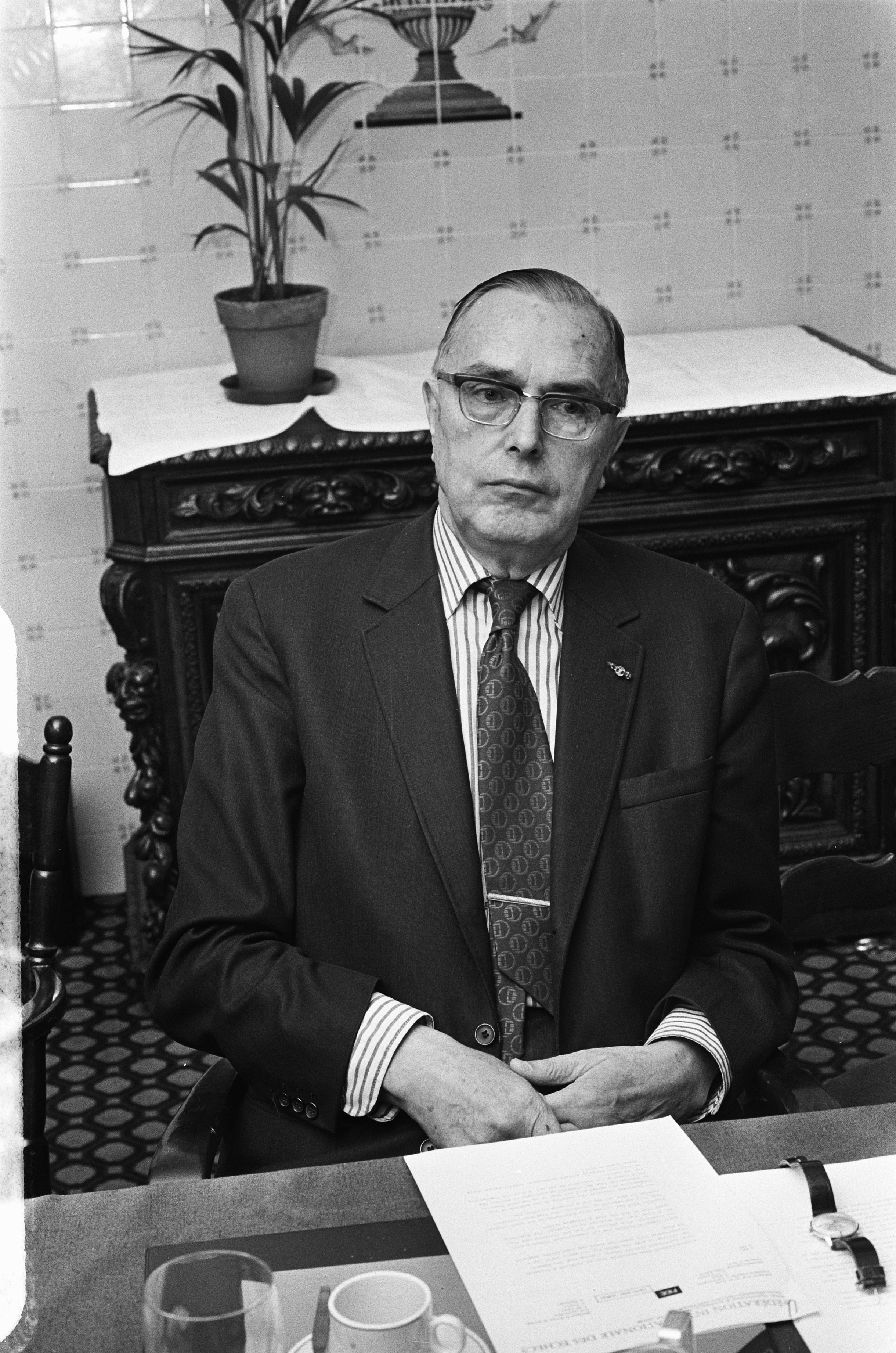
Max Euwe
 Holandia
(1970–1978)
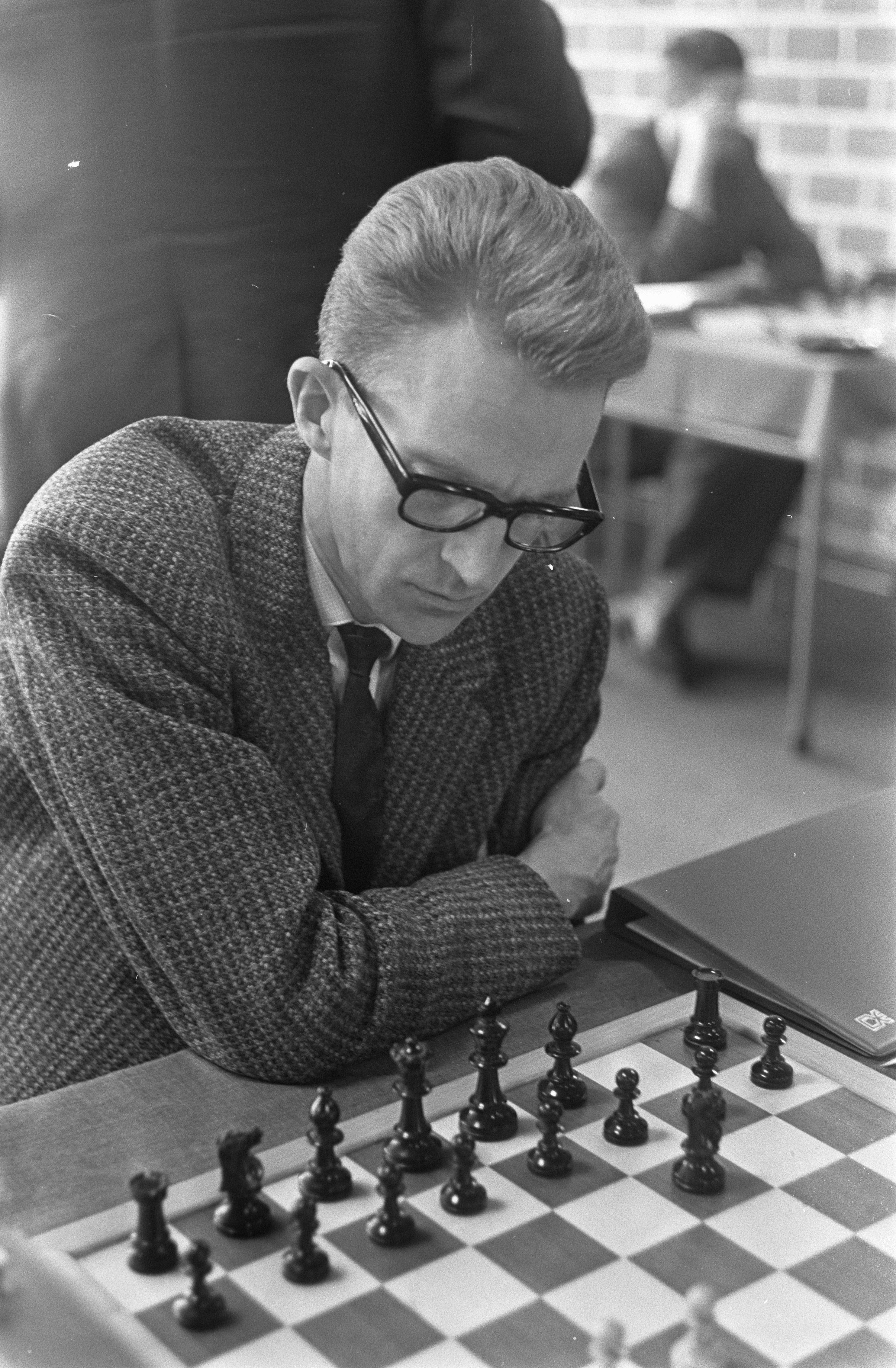
Friðrik Ólafsson Islandia (1978–1982)
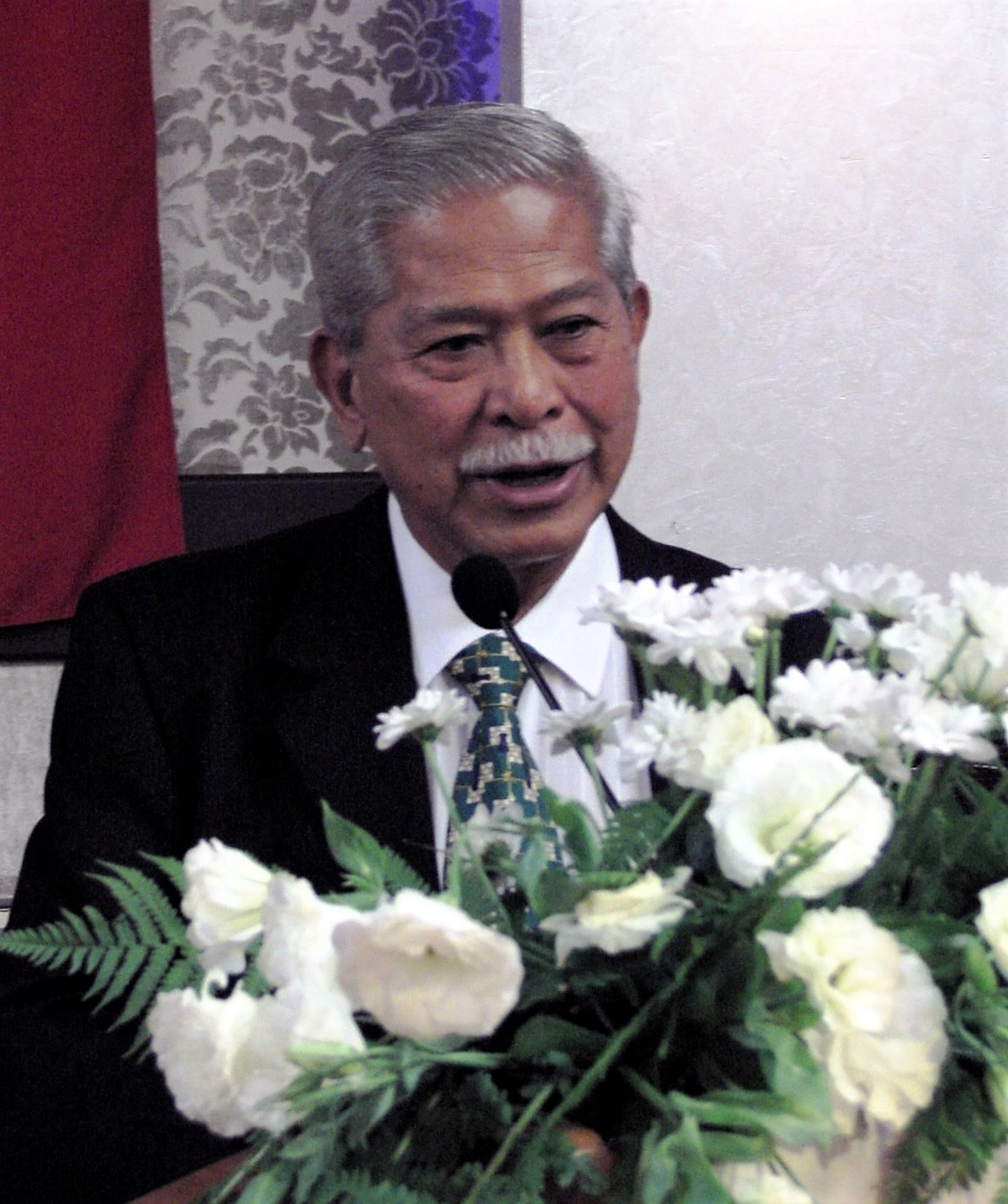
Florencio Campomanes Filipiny (1982–1995)
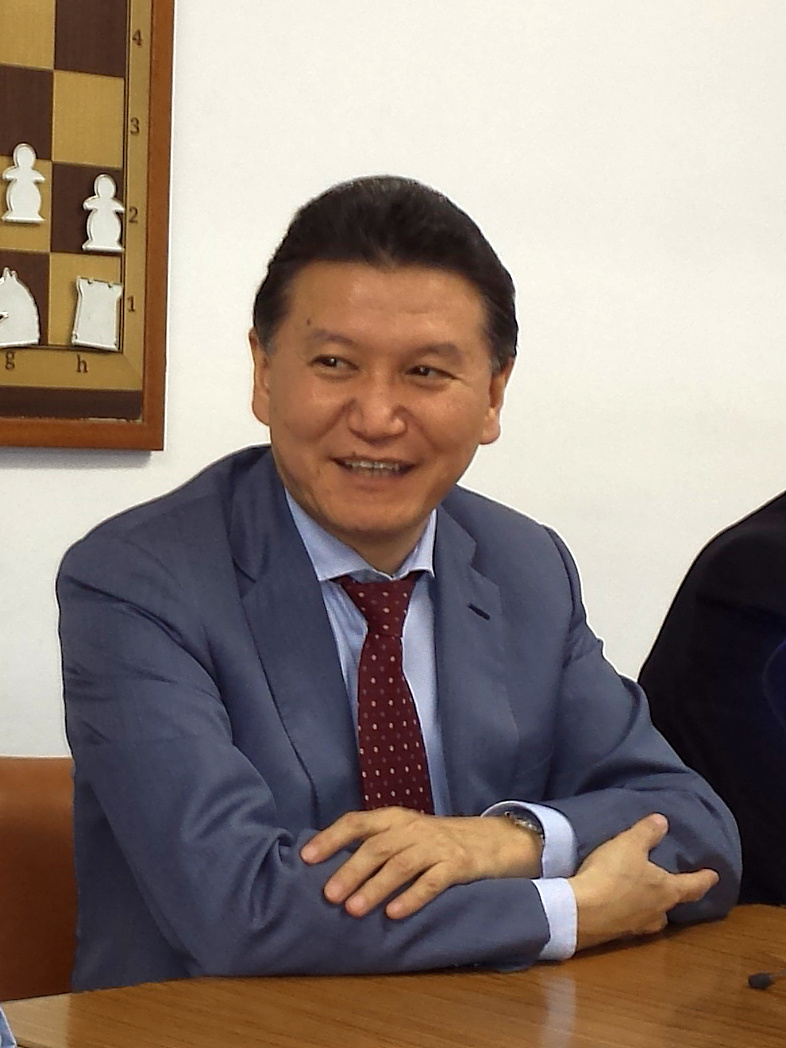
Kirsan Ilumżynow Rosja (1995–2018)
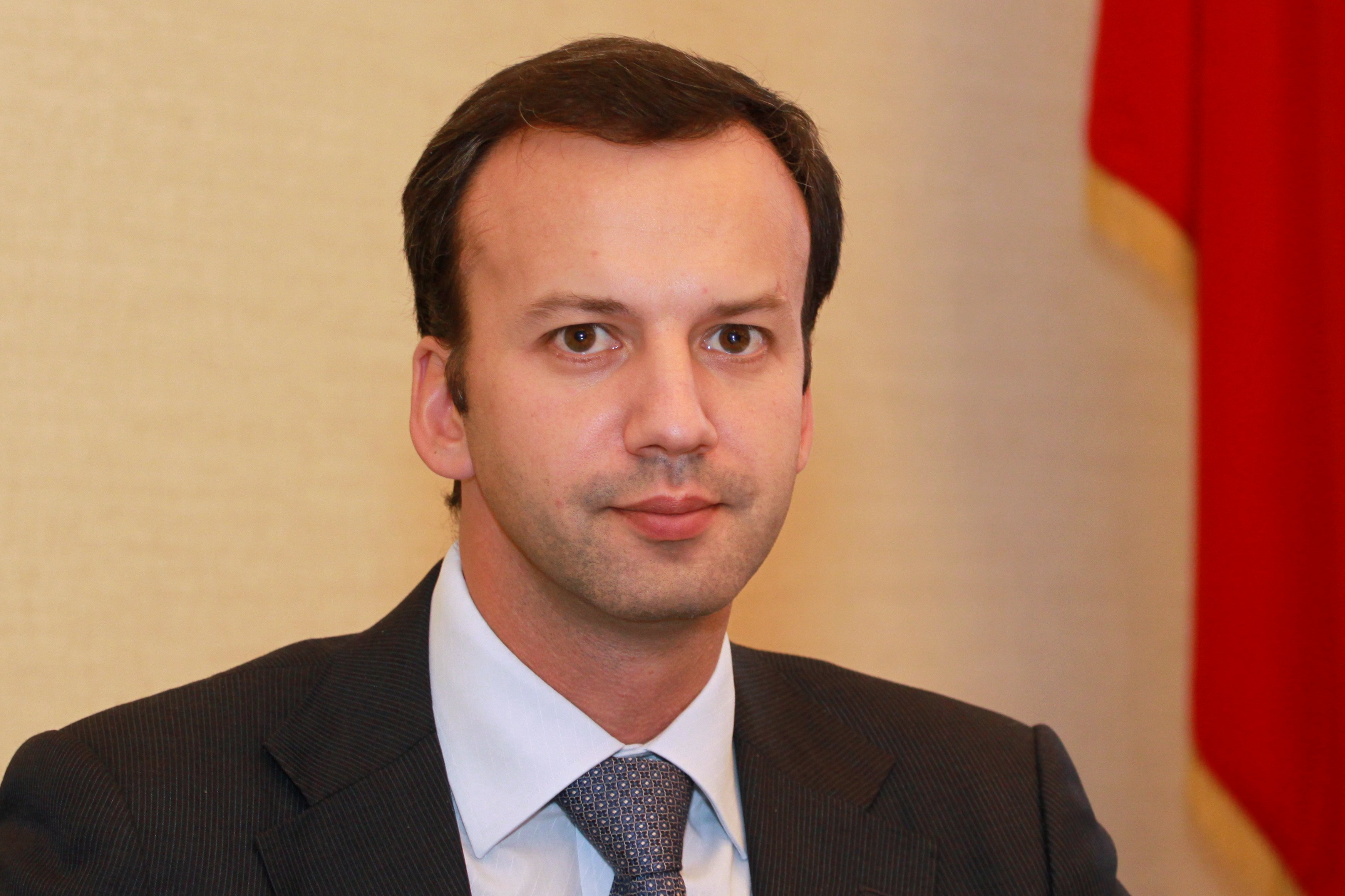
Arkadij Dworkowicz Rosja (od 2018)

## Kongresy FIDE
1. 1924 Paryż
2. 1925 Zurych
3. 1926 Budapeszt
4. 1927 Londyn
5. 1928 Haga
6. 1929 Wenecja
7. 1930 Hamburg
8. 1931 Praga
9. 1932 Paryż
10. 1933 Folkestone
11. 1934 Zurych
12. 1935 Warszawa
13. 1936 Lucerna
14. 1937 Sztokholm
15. 1938 Paryż
16. 1939 Buenos Aires
17. 1946 Winterthur
18. 1947 Haga
19. 1948 Sztokholm
20. 1949 Paryż
21. 1950 Kopenhaga
22. 1951 Wenecja
23. 1952 Sztokholm
24. 1953 Schaffhouse
25. 1954 Amsterdam
26. 1955 Goeteborg
27. 1956 Moskwa
28. 1957 Wiedeń
29. 1958 Dubrownik
30. 1959 Luksemburg
31. 1960 Lipsk
32. 1961 Sofia
33. 1962 Sztokholm
34. 1963 Bale
35. 1964 Tel Awiw
36. 1965 Wiesbaden
37. 1966 Hawana
38. 1967 Wenecja
39. 1968 Lugano
40. 1969 San Juan
41. 1970 Siegen
42. 1971 Vancouver
43. 1972 Skopje
44. 1973 Helsinki
45. 1974 Nicea
46. 1975 Bergen-aan-Zee
47. 1976 Hajfa
48. 1977 Lucerna
49. 1978 Buenos Aires
50. 1979 San Juan
51. 1980 Valletta
52. 1981 Atlanta
53. 1982 Lucerna
54. 1983 Manila
55. 1984 Saloniki
56. 1985 Graz
57. 1986 Dubaj
58. 1987 Sevilla
59. 1988 Saloniki
60. 1989 Mayaguez
61. 1990 Nowy Sad
62. 1991 Berlin
63. 1992 Manila
64. 1993 Kurytyba
65. 1994 Moskwa
66. 1995 Paryż
67. 1996 Erywań
68. 1997 Kiszyniów
69. 1998 Elista
70. 1999 Doha
71. 2000 Stambuł
72. 2001 Chalkidiki
73. 2002 Bled
74. 2003 Chalkidiki
75. 2004 Mallorca
76. 2005 Drezno
77. 2006 Turyn
78. 2007 Antalya
79. 2008 Drezno
80. 2009 Chalkidiki
81. 2010 Chanty-Mansyjsk
82. 2011 Kraków
83. 2012 Stambuł
84. 2013 Tallinn
85. 2014 Tromso
86. 2015 Abu Zabi
87. 2016 Baku
88. 2017 Goynuk
89. 2018 Batumi
90. 2020 Abu Zabi[8]
91. 2021 Warszawa
92. 2022 Ćennaj
93. 2023 Online
94. 2024 Budapeszt